# Jill Johnson
Jill Johnson (ur. 24 maja 1973 w Ängelholm) – szwedzka piosenkarka country.
Wystąpiła w 43. Konkursie Piosenki Eurowizji z utworem „Kärleken är” i zajęła 10. miejsce z sumą 53 punktów.

## Wybrana dyskografia
| Sugartree                               | - Data: 1996 - Wydawca: EMI                                 | —  |                        |
| När hela världen ser på                 | - Data: 10 maja 1998 - Wydawca: Lionheart Records           | 37 |                        |
| Daughter of Eve                         | - Data: 30 listopada 2000 - Wydawca: Lionheart Records      | 59 |                        |
| Good Girl                               | - Data: 2002 - Wydawca: Lionheart Records                   | 37 |                        |
| Roots and Wings                         | - Data: 26 listopada 2003 - Wydawca: Lionheart Records      | 5  | - SWE: platynowa płyta |
| Being Who You Are                       | - Data: 23 marca 2005 - Wydawca: Lionheart Records          | 4  | - SWE: złota płyta     |
| The Woman I've Become                   | - Data: 25 października 2006 - Wydawca: Lionheart Records   | 2  | - SWE: złota płyta     |
| Music Row                               | - Data: 28 listopada 2007 - Wydawca: Lionheart Records      | 2  | - SWE: złota płyta     |
| Baby Blue Paper                         | - Data: 2008 - Wydawca: Lionheart Records                   | 3  |                        |
| Music Row II                            | - Data: 28 października 2009 - Wydawca: Lionheart Records   | 2  |                        |
| Flirting with Disaster                  | - Data: 28 września 2011 - Wydawca: Lionheart Records       | 1  |                        |
| A Woman Can Change Her Mind             | - Data: 7 listopada 2012 - Wydawca: Lionheart Records       | 3  |                        |
| Duetterna                               | - Data: 25 października 2013 - Wydawca: Lionheart Records   | —  |                        |
| Songs for Daddy                         | - Data: 22 października 2014 - Wydawca: Lionheart/Universal | 1  |                        |
| In Tandem (oraz Doug Seegers)           | - Data: 27 marca 2015 - Wydawca: Capitol/Universal          | 1  |                        |
| "—" oznacza, że album nie był notowany. |                                                             |    |                        |

## Nagrody i wyróżnienia
| Rok  | Kategoria               | Tytułem         | Nagroda | Nota      | Źródło |
| ---- | ----------------------- | --------------- | ------- | --------- | ------ |
| 2004 | Årets pop kvinnlig      | Roots and Wings | Grammis | Nominacja | [ 13 ] |
| 2004 | Årets schlager/dansband | Discography     | Grammis | Laur      | [ 14 ] |

## Odznaczenia
- Medal Litteris et Artibus (2021)[15]